# Język malajski stanu Sarawak
Język malajski stanu Sarawak (bahasa Melayu Sarawak) – dialekt języka malajskiego używany w stanie Sarawak w Malezji.
Stanowi główny język ludności malajskiej w stanie Sarawak. Oprócz tego ugruntował się jako język kontaktów międzyetnicznych. Posługują się nim Ibanowie, Melanau, Bidayuh oraz ludność chińska.
Jest znacznie odrębny od dialektów języka malajskiego używanych na Półwyspie Malajskim.
Współistnieje ze standardowym językiem malajskim, który jest stosowany przede wszystkim w sytuacjach oficjalnych. Nie rozwinął tradycji piśmienniczej. Ekspansja odmian malajskiego przyczynia się do obniżenia pozycji języków etnicznych stanu Sarawak.

## Dialekty
Wykazuje znaczne zróżnicowanie wewnętrzne. Według Asmah Haji Omar dzieli się na trzy subdialekty:
- Kuching
- Saribas
- Sibu